# Sihlfeldstrasse
Die Sihlfeldstrasse, bis 1880 Schrägweg, ist eine ungefähr 1,1 Kilometer lange Strasse in Zürich, die von Wiedikon zum Hardplatz führt. 

## Geschichte
Die Strasse bestand bereits vor der Bebauung des Sihlfelds. Von der Schmiede Wiedikon führte ein Strassenzug bestehend aus der heutigen Zurlindenstrasse und der damals Schrägweg bezeichneten Sihlfeldstrasse zum heutigen Hardplatz. Die Badenerstrasse wurde in einem spitzen Winkel gekreuzt.
Die städtische Bebauung entlang der Sihlfeldstrasse setzte in den 1910er-Jahren ein.
In den 1970er-Jahren wurde die Strasse zum Teil der Westtangente. Sie führte den Transitverkehr in Nord-Süd-Richtung ab dem Bullingerplatz bis zur Kreuzung mit der Weststrasse. Bis zur Eröffnung der Westtangente war die Strasse sehr stark befahren. Ab 2010 wurde sie für den Durchgangsverkehr gesperrt und verkehrsberuhigt. Der Bullingerplatz wurde umgestaltet, der Anny-Klawa-Platz und der Brupbacherplatz wurden eingerichtet.